# Pseudoliparis
Pseudoliparis Andriashev, 1955 è un genere di pesci ossei marini appartenenti alla famiglia Liparidae.

## Descrizione
Presentano una pelle sottile, priva di scaglie e dall'aspetto gelatinoso tipico dei liparidi; le pinne pelviche sono modificate a formare un disco adesivo. Non superano i 25 cm.

## Tassonomia
In questo genere sono riconosciute 3 specie:
- Pseudoliparis amblystomopsis (Andriashev, 1955)
- Pseudoliparis belyaevi Andriashev & Pitruk, 1993
- Pseudoliparis swirei Gerringer & Linley, 2017

## Distribuzione e habitat
Sono pesci adopelagici tipici delle fosse dell'oceano Pacifico occidentale, tra cui la fossa delle Curili e la fossa del Giappone. Pseudoliparis swirei è endemico della fossa delle Marianne.